# Хокіо
Хокіо (англ. Chokio) — місто (англ. city) в США, в окрузі Стівенс штату Міннесота. Населення — 405 осіб (2020).

## Географія
Хокіо розташоване за координатами 45°34′23″ пн. ш. 96°10′29″ зх. д. / 45.57306° пн. ш. 96.17472° зх. д. (45.573186, -96.174652).  За даними Бюро перепису населення США в 2010 році місто мало площу 1,22 км², уся площа — суходіл. В 2017 році площа становила 1,12 км², уся площа — суходіл.

## Демографія
Згідно з переписом 2010 року, у місті мешкало 400 осіб у 207 домогосподарствах у складі 116 родин. Густота населення становила 327 осіб/км².  Було 229 помешкань (187/км²).
Расовий склад населення:
| - 99,0 % — білих - 0,3 % — азіатів |

До двох чи більше рас належало 0,3 %. Частка іспаномовних становила 0,5 % від усіх жителів.
За віковим діапазоном населення розподілялося таким чином: 16,0 % — особи молодші 18 років, 49,5 % — особи у віці 18—64 років, 34,5 % — особи у віці 65 років та старші. Медіана віку мешканця становила 55,4 року. На 100 осіб жіночої статі у місті припадало 86,9 чоловіків;  на 100 жінок у віці від 18 років та старших — 88,8 чоловіків також старших 18 років.
Середній дохід на одне домашнє господарство  становив 46 562 долари США (медіана — 38 500), а середній дохід на одну сім'ю — 55 031 долар (медіана — 42 375). Медіана доходів становила 45 000 доларів для чоловіків та 31 719 доларів для жінок. За межею бідності перебувало 18,5 % осіб, у тому числі 12,7 % дітей у віці до 18 років та 13,8 % осіб у віці 65 років та старших.
Цивільне працевлаштоване населення становило 145 осіб. Основні галузі зайнятості: освіта, охорона здоров'я та соціальна допомога — 29,0 %, сільське господарство, лісництво, риболовля — 14,5 %, будівництво — 13,1 %.